# Павелич, Анте
А́нте Па́велич (хорв. Ante Pavelić; 14 июля 1889, Брадина, Босния и Герцеговина — 28 декабря 1959[…], Мадрид) — хорватский политический и государственный деятель радикального националистического направления, основатель и лидер фашистской организации Усташей (1929—1945). В 1941—1945 годах — диктатор («Поглавник») Независимого государства Хорватия (НГХ), основанного в апреле 1941 года при военной и политической поддержке стран «оси».
В 1915—1929 годах — секретарь Хорватской партии права. По образованию и профессии — адвокат.
В период правления Павелича на территории НГХ проводилась политика геноцида и дискриминации по отношению к сербам, евреям и цыганам, также практиковался террор в отношении противников режима Усташей. Режим, возглавляемый Павеличем, оставался верным союзником Третьего рейха вплоть до окончания Второй мировой войны, выслав свои формирования в том числе и для войны против СССР.
Во время краха НГХ в мае 1945 года Павелич бежал из страны. Скрывался в Австрии, Италии, Аргентине, Испании. В том же году заочно приговорён югославским судом к смертной казни.
В эмиграции Павелич продолжил политическую деятельность, в том числе основал партию «Хорватское освободительное движение». Умер 28 декабря 1959 года в Мадриде.

## Биография

### Ранние годы
Анте Павелич родился в деревушке Брадина (около Коньица), принадлежавшей тогда Австро-Венгерской империи. Вскоре его родители переехали в австрийские владения в Боснии и Герцеговине. Высшее юридическое образование получил в Загребе, там же в 1915 году защитил диссертацию.
В молодости Павелич стал членом националистической организации «Франковичи», основателем которой был Йосип Франк.
В 1919 году был временным секретарём Хорватской партии права. 12 августа 1922 года он женился на Марии Ловренчевич, еврейского происхождения. В браке родились сын Велимир и дочери Вишня и Мирьяна.

### До войны
В 1919 году вступил в националистическую организацию «Молодая Хорватия», выступавшую за независимость Хорватии с присоединением к ней Боснии и Далмации. В 1919—1927 годах — депутат Загребского магистрата, с 1927 года — депутат Народной скупщины Югославии; выступил в скупщине с требованием предоставления Хорватии автономии. Один из наиболее радикальных лидеров Хорватской крестьянской партии, настаивавших на создании независимого хорватского государства.
В 1928 году начал формирование нелегальной полувоенной организации «Хорватский домобран». 7 января 1929 года объявил о преобразовании домобрана в Усташскую хорватскую революционную организацию, а 20 января бежал в Австрию.
В совместной декларации с национально-освободительными организациями Венгрии и Болгарии в апреле 1929 года заявил о необходимости свержения белградского режима, после чего обвинён в государственной измене и приговорён в Югославии к смертной казни. В 1932 году взял курс на организацию восстания в Хорватии. В 1932 году переехал в Риеку (Италия), откуда руководил деятельностью усташей. Пользовался покровительством Б. Муссолини
Под псевдонимом Хаджия был комендантом усташского лагеря в Бовеньо (близ Брешии), где готовил террористов для совершения политических убийств. Организатор убийства в Марселе короля Югославии Александра I (1934) и французского министра иностранных дел Луи Барту. Смерть Барту ознаменовала поворот политики Франции к поддержке Германии и развал создававшейся при участии министра системы коллективной безопасности в Европе — Восточного пакта.
Был арестован в Италии, а усташские лагеря были временно распущены.
Правительство Югославии 26 августа 1939 года подписало Соглашение Цветковича — Мачека о широкой автономии Хорватии.

### Во главе Независимого государства Хорватия

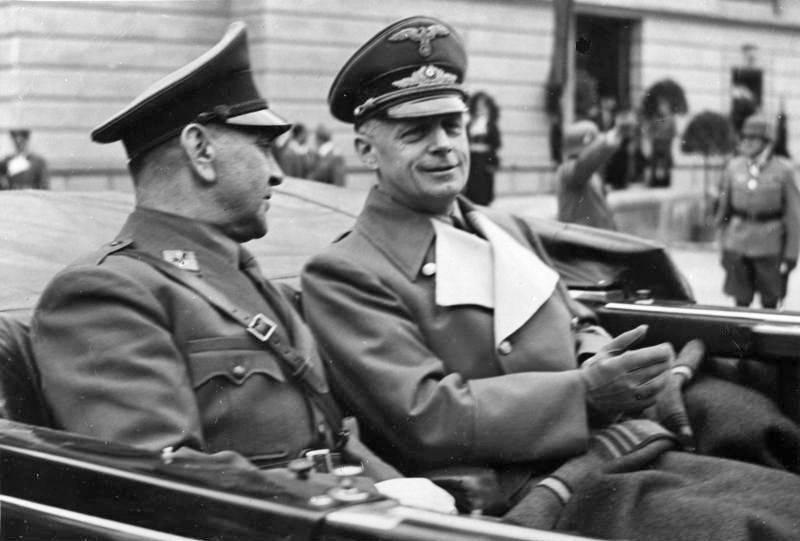
Анте Павелич (слева) и Иоахим фон Риббентроп в Зальцбурге, 6 июня 1941

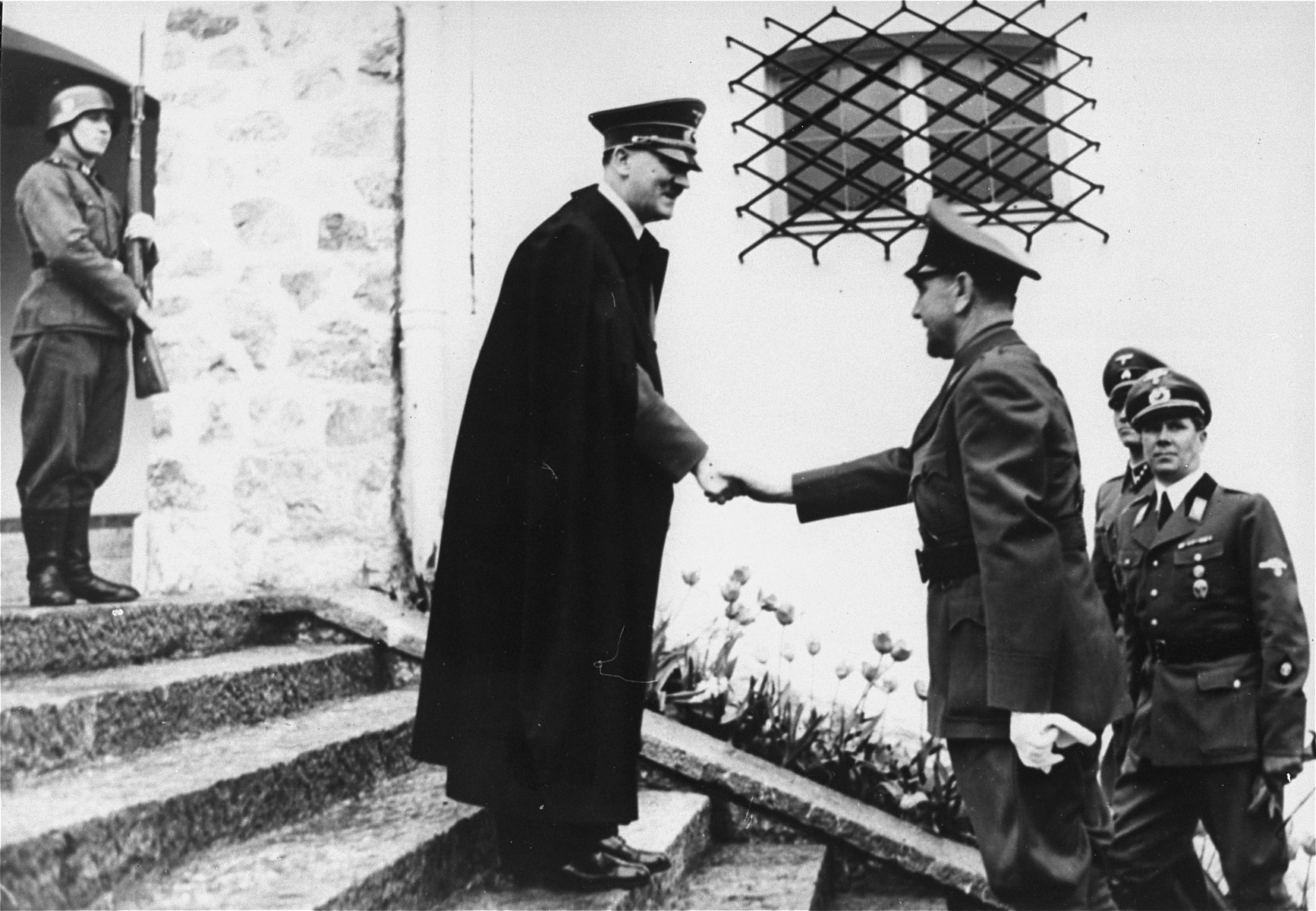
Анте Павелич на встрече с Адольфом Гитлером, 9 июня 1941

6 апреля 1941 года страны оси вторглись в Югославию по нескольким направлениям, быстро подавив сопротивление Королевской армии Югославии, которая капитулировала 11 дней спустя. Немецкий оперативный план включал в себя «политические обещания хорватам», чтобы увеличить внутренние противоречия. Немцы хотели, чтобы любое правительство, назначенное ими для нового марионеточного хорватского государства, имело народную поддержку. Это было необходимо для того, чтобы контролировать оккупационную зону минимальными силами и использовать имеющиеся ресурсы мирно. Администрация Хорватской бановины под руководством лидера Хорватской крестьянской партии Владко Мачека имела значительную поддержку среди хорватов. Немцы предлагали Мачеку провозгласить «независимое хорватское государство» и сформировать его правительство. Когда же он отказался сотрудничать, немцы поняли, что у них не осталось выбора, кроме как поддержать Павелича. Но у них не было уверенности, что усташи смогут управлять Хорватией так, как хочет Германия. По оценкам немцев, у усташей было около 900 сторонников в Югославии на момент вторжения; сами Усташи заявляли, что имеют около 40 тысяч сторонников. Немцы также рассматривали Павелича как итальянского агента или «человека Муссолини», предпочитая опираться на более прогермански настроенных членов руководства усташей, таких как Славко Кватерник.
15 апреля Павелич прибыл в Загреб, где 16 апреля сформировал правительство НГХ, став одновременно его председателем и министром иностранных дел. Первым законом, принятым в НГХ, стал Закон о гражданстве 30 апреля 1941 года, затем приняты законы, в соответствии с которыми все граждане-неарийцы (к арийцам были причислены и хорваты) объявлены вне закона, только ариец мог стать гражданином НГХ, остальные считались «принадлежащими к государству». В тот же день приняты Законы о расовой принадлежности и о защите арийской крови и чести хорватского народа, запрещавшие межнациональные браки. Закон о защите национальной арийской культуры хорватского народа 4 июня 1941 года запрещал «неарийцам какое-либо участие в работе общественных, молодёжных, спортивных и культурных организаций и учреждений хорватского народа, а также в литературной и журналистской деятельности, в сфере живописи, музыки, архитектуры, театра, кино». В НГХ широко применялись этнические чистки, сопровождавшиеся геноцидом сербов. В сентябре 1942 года посетил Германию, где получил разрешение Гитлера на дальнейшее усиление режима личной власти, после чего провёл реорганизацию правительства, уволив Кватерников. 15 июня 1941 года Хорватия присоединилась к Тройственному, 26 июня — к Антикоминтерновскому пакту. 14 декабря 1941 года объявил войну Великобритании и США.

### После войны

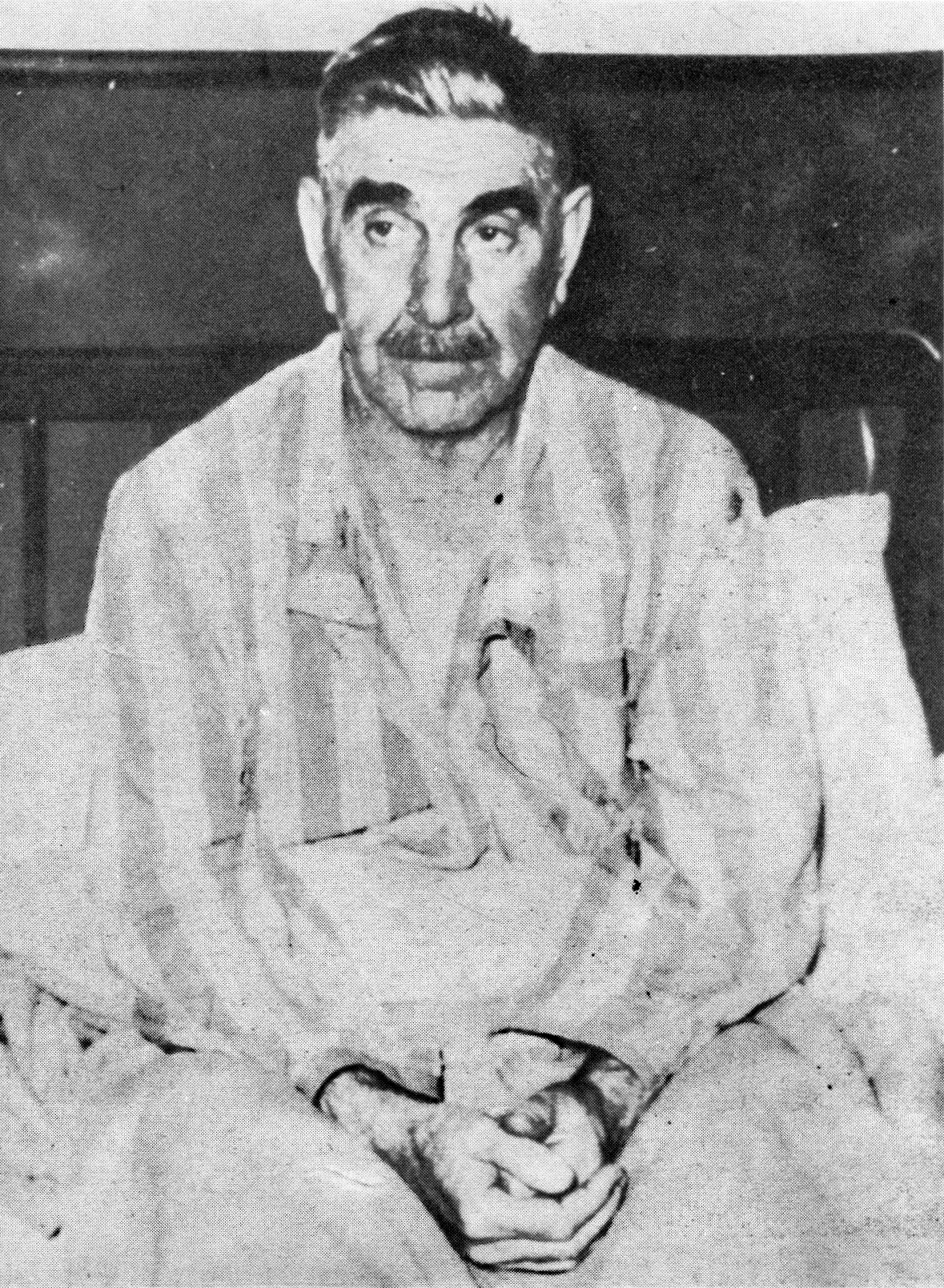
Анте Павелич в госпитале после покушения

После разгрома германских войск бежал в 1945 году в Австрию. В том же году югославским народным судом заочно приговорён к смертной казни. Скрывался в Италии, Аргентине, Испании.
8 июня 1956 года в Буэнос-Айресе основал Хорватское освободительное движение с целью восстановления независимости Хорватии.
В Аргентине он стал советником по безопасности Эвиты и Хуана Перонов. Но 10 апреля 1957 года в Ломасе-дель-Паломаре (Аргентина) на него было совершено покушение: югославские эмигранты, четники Благое Йовович и Мило Кривокапич, подкараулили Павелича вечером у его же дома и начали стрелять. Всего было совершено пять выстрелов. Несмотря на невиданную для своих лет ловкость и уклонение от пуль, Павелич получил два ранения в руку: оба их нанёс из револьвера Йовович. На звуки стрельбы выбежала охрана дома Павелича, но двое четников скрылись с места происшествия.
Павелич выжил, но вынужден был перебраться в Испанию. От последствий тяжёлых ранений и диабета его состояние здоровья резко ухудшилось. Спустя два с половиной года поглавника госпитализировали в клинику Мадрида, но ещё до начала операции 28 декабря 1959 года Павелич скончался.
Похоронен на мадридском кладбище Сан-Исидро.